# Caroline Pilhatsch
Caroline Pilhatsch (Graz, 1 de marzo de 1999) es una deportista austríaca que compitió en natación. Ganó una medalla de plata en el Campeonato Mundial de Natación en Piscina Corta de 2018, en la prueba de 50 m espalda.

## Palmarés internacional
| Campeonato Mundial en Piscina Corta | Campeonato Mundial en Piscina Corta | Campeonato Mundial en Piscina Corta | Campeonato Mundial en Piscina Corta |
| Año                                 | Lugar                               | Medalla                             | Prueba                              |
| ----------------------------------- | ----------------------------------- | ----------------------------------- | ----------------------------------- |
| 2018                                | Hangzhou (China)                    | Medalla de plata                    | 50 m espalda                        |